# بيدبا
ڤِشنو شَرما أو بيدبا (بالسنسكريتية: विष्णुशर्मा) والذي يعني في اللغة السنسكريتية القديمة الرجل الحكيم أو معلم البلاط، وهو فيلسوف وحكيم هندي كتب مجموعة قصص في الحكمة والأخلاق وجمعها في كتاب أسماه بنجاتنترا والتي تعني الفصول الخمسة، وقد ترجم بعد ذلك إلى الفهلوية الفارسية ومن ثم إلى العربية تحت عنوان "كليلة ودمنة"، ومعظم شخصيات هذا الكتاب من الحيوانات والبهائم. كتبه بيدبا تنفيذاً لرغبة ملك هندي اسمه دبشليم الذي أراد أن يكون له كتاب قيّم تتناقله الأجيال وتتحدث عنه. يقوم بيدبا بالتمهيد لقصة بحكمة، ثم يجعل القصة تفسيراً لهذه الحكمة، كقوله: «إن الذي يعمل بالشبهة يكون قد صدق ما ينبغي أن يشك فيه...كالمرأة التي بذلت نفسها لعبدها حتى فضحها»
الحوار بين الفيلسوف بيدبا والملك دبشليم في سياق القصة الرئيسية التي انتظمت الكتاب والملخصة في عزم الفيلسوف الصابر على التصدي للحاكم الظالم وحماقاته، حتى نجح في تحقيق هدفه النبيل. وافتتحه بقصة (برزويه الطيب) الذي كان له الفضل في نسخ هذه القصة من إحدى خزائن ملوك الهند.